# Leptosomatides inocellatus
Leptosomatides inocellatus är en rundmaskart som beskrevs av Platonova 1967. Leptosomatides inocellatus ingår i släktet Leptosomatides och familjen Leptosomatidae. Inga underarter finns listade i Catalogue of Life.